# يونس محمود
يونس محمود خلف (وُلد في 2 شباط/فبراير 1978) لاعب كرة قدم عراقي سابق لعب كمهاجم للمنتخب العراقي لكرة القدم، ويشغل حاليًا منصب النائب الثاني لرئيس الاتحاد العراقي لكرة القدم. يُعد أحد أعظم اللاعبين في تاريخ العراق، حيث كان قائدًا للمنتخب لمدة عشر سنوات متتالية، وأصبح أيقونة في كرة القدم الآسيوية. لعب أيضًا لعدد من الأندية في العراق، والإمارات، وقطر، والسعودية حيثُ فاز بثلاثة أحذية ذهبية في قطر وحقق العديد من الأرقام القياسية.
سجل محمود أول هدف دولي رسمي له في الدقيقة 89 من نهائي بطولة غرب آسيا 2002، التي فازت بها العراق في الوقت الإضافي. بعد ثلاث سنوات، سجل هدفًا في نهائي ألعاب غرب آسيا 2005 ليقود منتخبه لتحقيق لقب آخر، قبل أن يصبح قائد المنتخب الوطني في العام التالي. في عام 2007، حقق محمود أفضل إنجاز في مسيرته بقيادته العراق للفوز بكأس آسيا 2007، وهو أول لقب آسيوي للمنتخب، حيثُ سجل هدف الفوز في النهائي وفاز بجائزة الحذاء الذهبي وأفضل لاعب في البطولة. في جائزة الكرة الذهبية 2007، احتل يونس محمود المركز الـ29، ليصبح اللاعب العراقي الوحيد الذي رُشح لهذه الجائزة.
شارك يونس محمود في جميع مباريات العراق في كأس القارات 2009 وسجل في نهائي كأس الخليج العربي 2013 قبل أن يعتزل في عام 2016 كأكثر لاعب تمثيلاً لمنتخب العراق وثالث أعلى هداف في تاريخه. وهو أيضًا اللاعب الوحيد في التاريخ الذي سجل في أربع بطولات مختلفة (ومتتالية) من كأس آسيا، بواقع هدف في كأس آسيا 2004، وأربعة أهداف في كأس آسيا 2007، وهدف في كأس آسيا 2011، وهدفين في .

## مسيرة الأندية

### بداية المسيرة
يونس محمود بدأ مسيرته كلاعب كرة سلة، حيث لعب كمدافع مسدد مع نادي كرة السلة كهرباء الدبس. مدرب الفريق لكرة القدم آنذاك موفق نور الدين، أقنعه بتغيير رياضته إلى كرة القدم نظرًا لأن هذه الرياضة كانت توفر فرصًا مالية أكبر في العراق. انضم محمود إلى نادي شعبية الدبس ثم بدأ اللعب مع نادي كهرباء الدبس في دوري الدرجة الرابعة العراقي، ثم أصبح لاعبًا أساسيًا في الفريق.

### كركوك
في عام 1999، انتقل يونس محمود إلى أكبر أندية كركوك وهو نادي كركوك وسجل أول أهدافه في الدوري مع الفريق في الجولة الثامنة من الدوري العراقي الممتاز 1999–2000 (كان يُعرف آنذاك بدوري الدرجة الأولى العراقي) في مباراة انتهت بفوز كركوك 3–0 على الكاظمية. سجل محمود هدفًا آخر من ركلة جزاء في الجولة الثانية عشرة في مباراة خسرها كركوك 6–1 أمام الديوانية، وأحرز هدفين في الجولة الثالثة عشرة في مباراة انتهت بالتعادل 2–2 مع الرمادي. هدفه الخامس جاء في الجولة الخامسة والثلاثين في مباراة انتهت بالتعادل 1–1 مع النفط (لكن النتيجة تم تغييرها إلى خسارة 3–0 بسبب إشراك لاعب غير مؤهل)، كما سجل مرة أخرى في الجولة التاسعة والثلاثين في مباراة انتهت بفوز كركوك 1–0 على الكرخ.
فشل فريق كركوك في التأهل إلى الدوري العراقي الممتاز 2000–01 (كان يُعرف آنذاك بدوري النخبة العراقي) ولعب بالتالي في دوري الدرجة الثانية، لكن الفريق تمكن من العودة إلى الدوري الممتاز في الموسم التالي بعد فوزه بالدوري، وكان محمود ثاني أفضل هداف في دوري الدرجة الثانية برصيد 19 هدفًا.
في كركوك، اكتُشفت موهبته من قبل كشافين من أندية بغداد الكبيرة وهما الشرطة والطلبة. خضع لتجربة مع نادي الشرطة، لكنه قوبل بالرفض من قبل مدرب الفريق آنذاك أحمد راضي. بعد ذلك، انتقل محمود إلى نادي الطلبة.

### الطلبة
كانت أول مباراة ليونس محمود مع نادي الطلبة في افتتاحية الدوري العراقي الممتاز 2001–02 ضد ناديه السابق كركوك. انتهت المباراة بفوز الطلبة 8–0، وسجل محمود ثلاثية (هاتريك). حقق يونس أول ألقابه مع النادي عندما فاز الطلبة على الزوراء 2–1 في نهائي كأس يوم بغداد 2001؛ وسجل يونس الهدف الثاني للطلبة في المباراة. في المباراة قبل الأخيرة من الدوري، فاز الطلبة على الكرخ 2–0، وسجل يونس هدفي الطلبة في اللقاء. هذا الفوز ضمن لنادي الطلبة لقب الدوري الخامس في تاريخه برصيد 91 نقطة؛ وسجل يونس 13 هدفًا في الدوري خلال ذلك الموسم. كما فاز الطلبة بـكأس العراق 2001–02 ليحقق الثنائية، حيثُ سجل يونس 6 أهداف في البطولة وصنع هدف الفوز في النهائي. بالإضافة إلى ذلك، وصل الطلبة إلى نهائي بطولة أم المعارك، لكنه خسر المباراة النهائية 1–0 أمام نادي الشرطة؛ وسجل محمود 4 أهداف في تلك البطولة.
بدأ محمود مع الطلبة موسم 2002–03 بفوزهم بـكأس المثابرة 2002 (تعرف الآن باسم كأس السوبر العراقي) بنتيجة 2–1 على القوة الجوية. تمت إعادة تسمية الدوري العراقي الممتاز ليصبح "دوري الدرجة الأولى العراقي" لموسم الدوري العراقي الممتاز 2002–03، وسجل محمود 13 هدفًا في الدوري قبل أن يتم إلغاؤه بسبب الحرب. فاز الطلبة مرة أخرى بـكأس العراق وخسروا مجددًا نهائي بطولة أم المعارك أمام الشرطة. كما شارك الطلبة في دوري أبطال آسيا 2002–03، لكنهم خرجوا من مرحلة المجموعات؛ سجل محمود هدفين في البطولة، كلاهما ضد نادي نيسا عشق آباد التركماني.
أثناء فترة لعبه مع الطلبة، مثّل محمود فريق شرطة العراق في بطولة الشرطة العربية 2002، وهي بطولة مخصصة لفرق الشرطة في الوطن العربي، إلى جانب باقي لاعبي منتخب الشباب العراقي. فاز فريق شرطة العراق بجميع مبارياته الأربع في البطولة ولم يستقبل سوى هدف واحد. أنهى الفريق البطولة بفارق 7 نقاط عن صاحب المركز الثاني، وكانت هذه المرة الخامسة التي يحقق فيها العراق لقب بطولة الشرطة العربية في تاريخه.

### الوحدة
بعد اندلاع حرب العراق عام 2003، توقفت كرة القدم في العراق مما دفع يونس محمود للانتقال إلى نادي الوحدة في أبوظبي في شهر أكتوبر. سجل هدفًا في دوري أبطال آسيا 2004 خلال مباراة انتهت بفوز فريقه 3–0 على نادي القوة الجوية. بعد بضعة أشهر من انضمامه، دخل في جدال لفظي مع مدرب الفريق رينوس إسرائيل الذي رفض بعد ذلك إشراكه في أي مباراة.

### الخور
بعد كأس آسيا 2004، انضم يونس محمود إلى نادي الخور في دوري نجوم قطر برفقة زميليه حيدر جبار وقصي منير. في دوري نجوم قطر 2004–05، أنهى الخور الموسم في المركز الثالث وسجل يونس 19 هدفًا ليصبح ثالث هدافي الدوري. حطم يونس ثلاثة أرقام قياسية في مباراة واحدة بفوز 8–0 على الشمال. سجل 6 أهداف في المباراة، ليصبح اللاعب الوحيد الذي سجل "ستة أهداف" في مباراة واحدة بالدوري. كما سجل أسرع هدف في مباراة بالدوري بعد 30 ثانية من بداية اللقاء. بالإضافة إلى ذلك، كان اللاعب الوحيد ذلك الموسم الذي سجل ثلاثة أهداف في كل شوط ضد حارسين مختلفين. كما صنع الهدفين الآخرين في المباراة. خرج الخور من كأس الأمير 2005 في دور ربع النهائي بعد خسارته بركلات الترجيح أمام السد إثر التعادل 2–2، حيث سجل محمود هدفًا. ومع ذلك، فاز الخور ببطولة كأس ولي عهد قطر، وسجل محمود 4 أهداف في البطولة، بما في ذلك هدفين في المباراة النهائية التي انتهت بفوز الخور 2–1.
في دوري نجوم قطر 2005–06، أنهى الخور الموسم في المركز السابع المخيب للآمال، لكن محمود سجل 20 هدفًا في الدوري، ليصبح ثاني أفضل هداف في الدوري. مرة أخرى، خرج الفريق من ربع نهائي كأس أمير قطر، وسجل محمود هدفين في البطولة.

### الغرافة

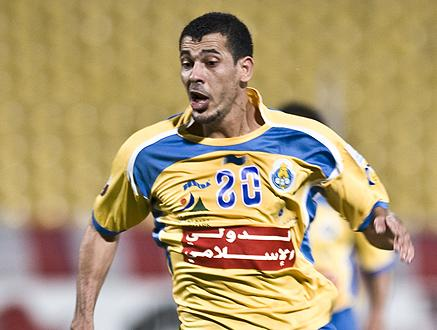
يونس محمود مع الغرافة في عام 2009.

انتقل يونس محمود إلى الغرافة في عام 2006 وبقي هناك لمدة 5 سنوات. احتل الغرافة المركز الثاني في دوري نجوم قطر 2006–07 وسجل يونس 19 هدفًا ليحصل على جائزة الحذاء الذهبي لأول مرة في مسيرته. كما حل الغرافة وصيفًا في كأس ولي عهد قطر وسجل محمود هدفًا في نصف النهائي. خرج الفريق من نصف نهائي كأس أمير قطر، وسجل محمود هدفًا في ربع النهائي.
بدأ محمود موسم 2007 بالفوز بـكأس الشيخ جاسم، حيث سجل هدفين في المباراة النهائية، كلاهما في الوقت الإضافي. فاز محمود بأول لقب له في دوري نجوم قطر في موسم دوري نجوم قطر 2007–08 وسجل 16 هدفًا في الدوري، ليحتل المركز الرابع في قائمة الهدافين. خسر الغرافة نهائي كأس ولي عهد قطر، حيث سجل محمود هدفين في نصف النهائي. كما خسر الفريق نهائي كأس أمير قطر، وسجل محمود 3 أهداف في البطولة، بما في ذلك هدف في النهائي. تم إقصاء الغرافة من مرحلة المجموعات في دوري أبطال آسيا 2008 وسجل محمود هدفًا واحدًا في البطولة.

#### العربي
انضم محمود إلى النادي العربي في بداية موسم 2008–09 على سبيل الإعارة، وفاز معهم بـكأس الشيخ جاسم. سجل هدفين في الدوري مع العربي خلال دوري نجوم قطر 2008–09.

#### العودة إلى الغرافة
عاد محمود إلى الغرافة في منتصف الموسم وسجل هدفًا واحدًا معهم في دوري نجوم قطر 2008–09، حيث فازوا بلقب الدوري مرة أخرى. شارك في كأس ولي عهد قطر، لكنهم خسروا في نصف النهائي أمام نادي قطر. ومع ذلك، حصل الغرافة على كأس أمير قطر 2009 وسجل محمود 3 أهداف في البطولة.
مع الغرافة، فاز محمود بلقب الدوري للمرة الثالثة على التوالي في دوري نجوم قطر 2009–10. سجل 21 هدفًا ليحصل على جائزة الحذاء الذهبي مرة أخرى. سجل 4 أهداف في كأس الشيخ جاسم 2009 حيث خرج الغرافة من نصف النهائي، و3 أهداف في كأس نجوم قطر 2009 (بما في ذلك هدفين في النهائي)، حيث فاز الغرافة بالبطولة. في نهائي كأس قطر 2010، سجل محمود هدفين ليقود الغرافة للفوز بالكأس مرة أخرى. خرج الغرافة من ربع نهائي كأس أمير قطر 2010 ودوري أبطال آسيا 2010 (حيث سجل محمود 4 أهداف).
بدأ موسمه في كأس الشيخ جاسم 2010، حيث خرج الغرافة من دور المجموعات، وسجل محمود هاتريك في فوز 5–0 على نادي المرخية. في دوري نجوم قطر 2010–11، احتل الغرافة المركز الثاني، وحصل محمود على الحذاء الذهبي للمرة الثالثة بعد تسجيله 15 هدفًا في الدوري. خرج الغرافة من دور المجموعات في كأس نجوم قطر 2010 لكنه فاز في كأس قطر 2011 وخسر نهائي كأس أمير قطر 2011 (حيث سجل محمود هدفًا في ربع النهائي). في دوري أبطال آسيا 2011، خرج الغرافة من مرحلة المجموعات، وسجل محمود هاتريك ضد نادي الجزيرة.

### الوكرة

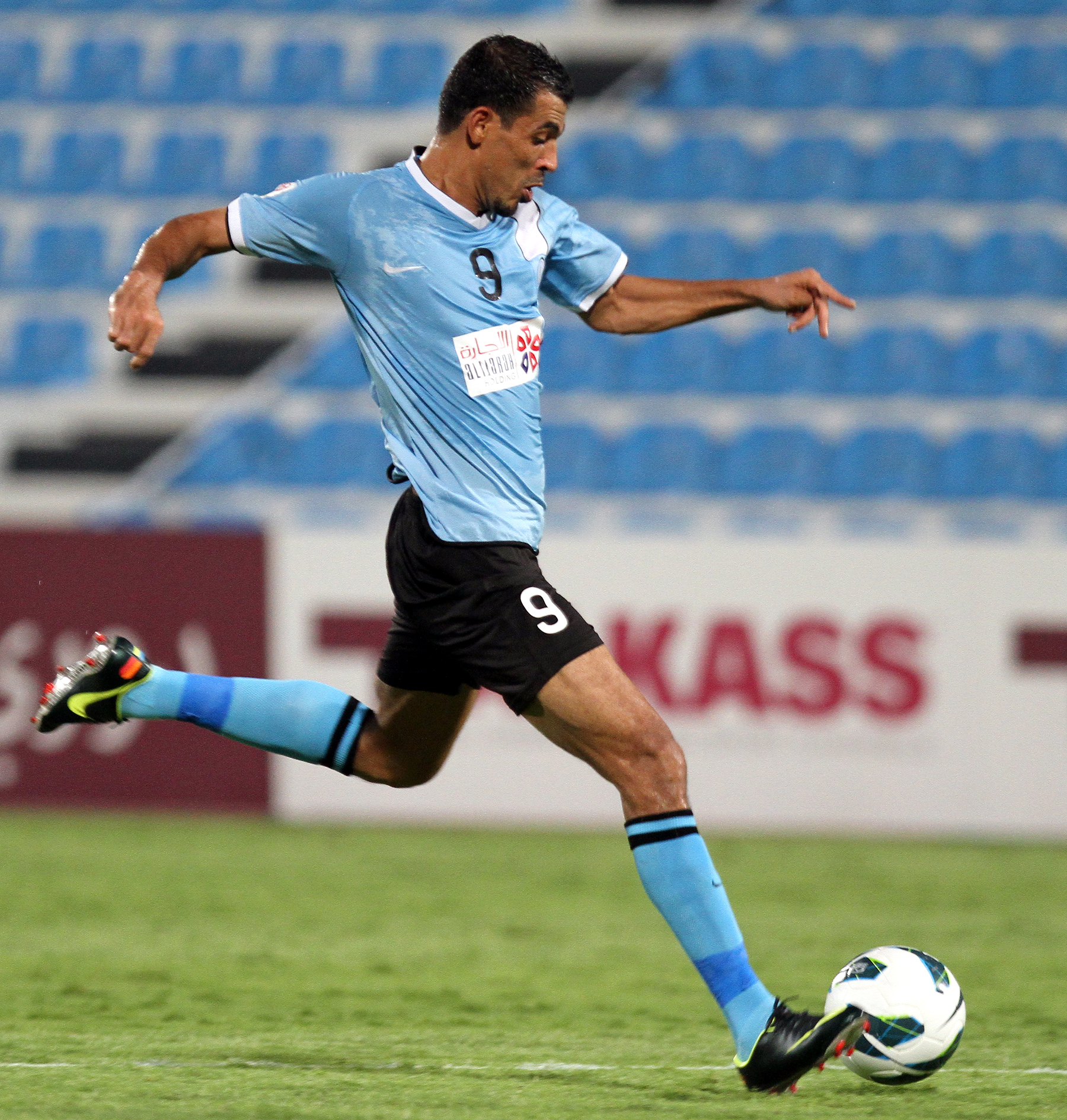
يونس محمود أثناء لعبه مع الوكرة في عام 2012.

في عام 2011، وقع يونس محمود عقدًا مع الوكرة، الذي أنهى الموسم السابق في المركز السابع بالدوري. خرج الوكرة من مرحلة المجموعات في كأس الشيخ جاسم 2011 واحتل الفريق المركز السابع مرة أخرى في دوري نجوم قطر 2011–12، وسجل محمود 8 أهداف في الدوري. حقق محمود أول ألقابه مع الوكرة عندما فاز الفريق في كأس نجوم قطر 2011–12 حيث سجل محمود هدفًا في نصف النهائي (وأضاع ركلة جزاء أيضًا). في كأس أمير قطر 2012 خسر الوكرة في ربع النهائي أمام نادي السد. خرج الوكرة مرة أخرى من مرحلة المجموعات في كأس الشيخ جاسم 2012 سجل محمود 8 أهداف في الدوري هذا الموسم. كما خرج الفريق من مرحلة المجموعات في كأس نجوم قطر 2012–13

### السد
في 8 فبراير 2013، وبعد أيام من خروج نادي الوكرة من كأس نجوم قطر، وقع يونس محمود عقدًا مع نادي السد يمتد حتى نهاية موسم 2012–13. شارك محمود لأول مرة في الدوري مع السد في 11 فبراير 2013 في مباراة انتهت بفوز السد 3–0 على السيلية. سجل محمود هدفين في الدوري لصالح السد في موسم 2012–13، وفاز السد بلقب الدوري، محققًا محمود بذلك لقبه الرابع في دوري نجوم قطر. عادل محمود رقم ناصر كميل في عدد الأهداف المسجلة في كأس قطر بعد تسجيله هدفًا ضد الريان في نصف النهائي يوم 26 أبريل، ليصل إلى هدفه العاشر في البطولة، معادلًا رقم كميل الذي شارك في البطولة منذ بدايتها عام 1995. واصل محمود تألقه وسجل هدفًا في نهائي كأس ولي عهد قطر 2013 لكن السد خسر المباراة بنتيجة 3–2 أمام لخويا. كما سجل محمود في نصف نهائي كأس أمير قطر 2013 ووصل السد إلى النهائي، لكنه خسر المباراة 2–1 أمام الريان.

### الأهلي
في 16 سبتمبر 2013، وقع يونس محمود عقدًا لمدة 4 أشهر مع نادي الأهلي في الدوري السعودي للمحترفين. شارك لأول مرة في الدوري مع الأهلي في 23 سبتمبر 2013، خلال مباراة انتهت بفوز الأهلي 5–1 على النهضة، حيث سجل هدفي الأهلي الأولين. بعد أكثر من شهر بقليل، سجل هدفه الثالث (والأخير) مع النادي في مباراة انتهت بفوز الأهلي 5–2 على الشعلة. أنهى يونس عقده قبل أسبوعين من نهاية مدته الرسمية.

### أربيل
في فبراير 2015، بعد انتهاء كأس آسيا 2015، عاد يونس محمود إلى العراق للعب مع نادي أربيل، ولكن فقط في مباريات كأس الاتحاد الآسيوي، حيث لم يرغب في المشاركة في الدوري العراقي الممتاز ضد ناديه السابق الطلبة. في 15 أبريل، خاض أول مباراة له مع أربيل ضد نادي أهال وسجل هدفين في المباراة (هدفًا برأسية وآخر من ركلة جزاء على طريقة بانينكا). ورغم ذلك، لم يتمكن من منع فريقه من الخسارة بنتيجة 3–2. في المباراة التالية لأربيل في كأس الاتحاد الآسيوي ضد استقلال دوشنبه حمل محمود شارة القيادة، لكن المباراة انتهت بالتعادل السلبي، وخرج أربيل من البطولة في دور المجموعات.

### الطلبة
في 12 سبتمبر 2015، عاد يونس محمود للعب مع ناديه السابق نادي الطلبة. مُنح شارة القيادة وقميص رقم 9، وسجل 3 أهداف في الدوري العراقي الممتاز 2015–16 (ضد الكرخ، السماوة ونفط الوسط). أنهى الطلبة الدوري في المركز الثالث، وهو أعلى مركز يحققه الفريق في الدوري منذ 6 سنوات.
في نهاية الموسم، أعلن محمود اعتزاله كرة القدم.

### ترشيح الكرة الذهبية
يونس محمود هو اللاعب العراقي الوحيد في التاريخ الذي أُدرج في القائمة المختصرة لجائزة الكرة الذهبية حيثُ احتل المركز التاسع والعشرين في عام 2007. في ذلك العام، كان يونس اللاعب الوحيد في القائمة الذي لم يلعب في الأندية الأوروبية كما كان اللاعب الآسيوي الوحيد الذي حصل على نقاط. فاز كاكا بجائزة الكرة الذهبية في ذلك العام، بينما حصل محمود على نقطتين، متفوقًا على 21 لاعبًا عالميًا شهيرًا، من بينهم صامويل إيتو، ديفيد بيكهام، وروبين فان بيرسي.

## المسيرة الدولية

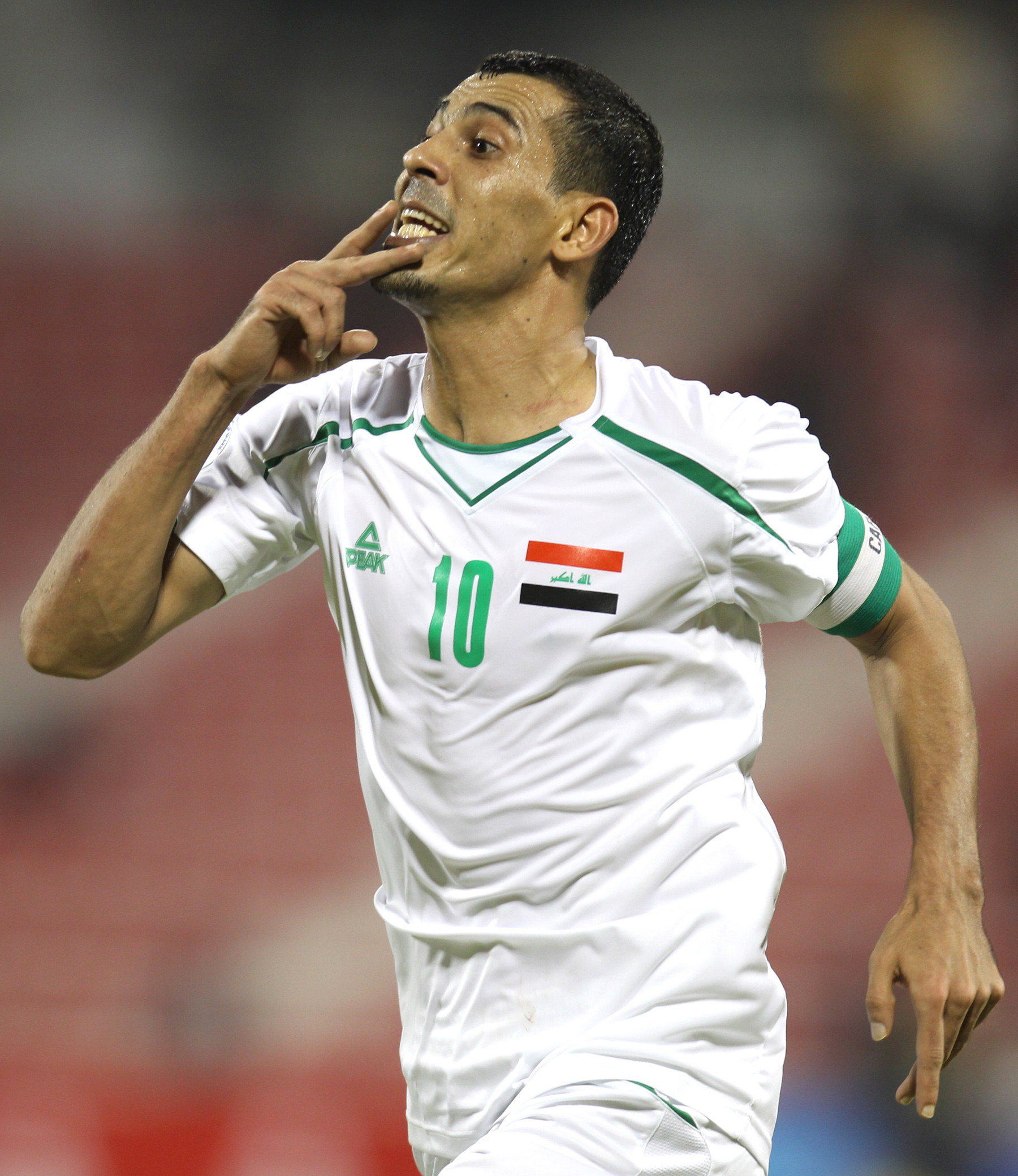
يونس محمود بعد تسجيله هدفًا لصالح العراق عام 2011.

في مارس 2002، اختار المدرب عدنان حمد يونس محمود ضمن تشكيلته لمعسكر تدريبي للمنتخب العراقي في إيطاليا، وشارك لأول مرة ضد نادي كالياري وسجل هدفًا في المباراة. أول مباراة دولية كاملة لمحمود كانت ضد منتخب سوريا في مباراة ودية أُقيمت في بغداد يوم 19 يوليو 2002. سجل محمود أول أهدافه الدولية في نهائي بطولة اتحاد غرب آسيا لكرة القدم 2002 في الدقيقة 89 لتمديد المباراة إلى الوقت الإضافي، حيث فاز العراق بهدف ذهبي سجله حيدر محمود.
في مباراته التالية مع العراق، ضمن تصفيات كأس آسيا 2004، سجل 4 أهداف ضد البحرين، ثم سجل هاتريك ضد ماليزيا. سجل 6 أهداف مع المنتخب الأولمبي في كأس الأمير عبد الله الفيصل الودية 2003، بما في ذلك هاتريك ضد النصر وهدف الفوز الوحيد في النهائي ضد المغرب، ليحقق العراق اللقب. بفضل إنجازاته في عام 2003، تم ترشيحه لجائزة أفضل لاعب شاب في آسيا.
كان محمود جزءًا من منتخب العراق المؤهل إلى الألعاب الأولمبية 2004، وسجل أهدافًا ضد عُمان والكويت ليتمكن العراق من التأهل. سجل هدفًا في كأس آسيا 2004 ضد السعودية، وفي النهائيات الأولمبية، أنهى العراق البطولة في المركز الرابع، وسجل محمود هدفًا ضد البرتغال. شارك العراق في ألعاب غرب آسيا 2005 وسجل محمود 3 أهداف، بما في ذلك هدف في النهائي، ليحقق العراق الميدالية الذهبية. في الألعاب الآسيوية 2006، وصل العراق إلى النهائي لكنه خسر أمام قطر؛ وسجل محمود 3 أهداف في البطولة. في عام 2006، أصبح محمود قائدًا للمنتخب العراقي خلفًا لـرزاق فرحان.
كان عام 2007 من أفضل أعوام يونس محمود؛ حيث سجل هدفًا في بطولة اتحاد غرب آسيا لكرة القدم 2007 التي احتل فيها العراق المركز الثاني، وسجل 4 أهداف في كأس آسيا 2007، بما في ذلك هدف الفوز في النهائي ليحقق العراق أول ألقابه الآسيوية. حصل محمود على جائزة هداف البطولة وأفضل لاعب، وتم ترشيحه لجائزة أفضل لاعب في آسيا لعام 2007 وجائزة الكرة الذهبية 2007، ليصبح أول لاعب عراقي يتم ترشيحه لهذه الجائزة. بعد ذلك بعامين، فاز محمود بآخر ألقابه مع العراق، وهو كأس الإمارات الدولية 2009 وشارك في كأس القارات 2009 ولعب جميع مباريات العراق الثلاث. شارك يونس محمود خمس مرات في بطولة كأس الخليج العربي، في خليجي 17 وخليجي 18 وخليجي 19 وخليجي 20 وخليجي 21. فشل في جميع مشاركاته للحصول على اللقب. ولكنه وحصل على جائزة هداف كأس الخليج العربي 21.
سجل محمود هدفًا في كأس آسيا للمرة الثالثة على التوالي في كأس آسيا 2011 ضد إيران. سجل محمود 7 أهداف في تصفيات كأس العالم 2014، لكن العراق فشل في التأهل بعد أن احتل المركز الأخير في مجموعته. في عام 2013، قاد العراق في كأس الخليج العربي 2013، حيث احتل العراق المركز الثاني، وسجل محمود هدفين في البطولة، بما في ذلك هدف العراق الوحيد في النهائي الذي انتهى بخسارة 2–1 أمام الإمارات بعد الوقت الإضافي. قاد محمود العراق للتأهل إلى كأس آسيا 2015 بتسجيله 4 أهداف في التصفيات، بما في ذلك هدفين في المباراة الحاسمة ضد الصين. شارك كواحد من اللاعبين فوق السن في الألعاب الآسيوية 2014 وسجل 4 أهداف ليحقق العراق الميدالية البرونزية. في كأس آسيا 2015، أنهى العراق البطولة في المركز الرابع وسجل محمود هدفين (ضد فلسطين وإيران)، ليصبح اللاعب الوحيد الذي سجل في 4 بطولات آسيوية متتالية. في 28 مارس 2015، خاض العراق مباراة ودية ضد الكونغو الديمقراطية، وأصبح محمود اللاعب الأكثر تمثيلًا للعراق في التاريخ. استمر محمود كلاعب أساسي في تصفيات كأس العالم 2018، وسجل 4 أهداف في التصفيات، بما في ذلك هدف من ركلة حرة ضد الصين تايبيه ليؤمن تأهل العراق إلى الدور النهائي. أعلن محمود اعتزاله كرة القدم في 23 أغسطس 2016، بعد أن سجل إجمالًا 57 هدفًا في 148 مباراة دولية.

## الجدل
في مارس 2004، دخل يونس محمود في مشادة مع الجهاز الفني للمنتخب العراقي بقيادة المدرب الألماني بيرند شتانغه الذي ترك منصبه بعد المباراة. كان محمود غاضبًا من المدرب بسبب جلوسه على مقاعد البدلاء حتى الدقيقة 74 من مباراة التعادل ضد فلسطين ضمن تصفيات كأس العالم 2006.

## حياته الشخصية
يونس محمود مسلم. تزوج ثلاث مرات، آخر زواج له كان في يوم 26 أيلول/سبتمبر 2016 أقيم حفل زفاف بإحدى القاعات الكبيرة في منطقة «عين كاوا» في أربيل وحضر العرس أغلب المشاهير العراقيين وأصدقاء يونس وتخرج من كلية التربية الرياضية من جامعة أهلية سنة 2023.

### أعماله الخيرية
بعد أن حصل على هداف في دوري نجوم قطر لموسم 2006-07، حصل على 100 ألف دولار كمكافأة من الاتحاد القطري لكرة القدم، الذي تبرع به لبناء مسجد في مسقط رأسه في كركوك. بعد فوزه بجائزة لاغازيتا ديلو سبورت فاكيتي حصل على شيك بمبلغ 10 آلاف يورو، تبرع به إلى جمعية خيرية عراقية.

## إحصائيات
| منتخب العراق | منتخب العراق | منتخب العراق | منتخب العراق |
| السنة        | المباريات    | الأهداف      |              |
| ------------ | ------------ | ------------ | ------------ |
| 2002         | 5            | 1            |              |
| 2003         | 6            | 7            |              |
| 2004         | 12           | 2            |              |
| 2005         | 5            | 4            |              |
| 2006         | 10           | 8            |              |
| 2007         | 15           | 5            |              |
| 2008         | 11           | 0            |              |
| 2009         | 11           | 2            |              |
| 2010         | 8            | 2            |              |
| 2011         | 17           | 6            |              |
| 2012         | 9            | 5            |              |
| 2013         | 14           | 6            |              |
| 2014         | 7            | 3            |              |
| 2015         | 15           | 6            |              |
| 2016         | 3            | 0            |              |
| المجموع      | 148          | 57           |              |

### الأهداف الدولية
| #  | التاريخ        | المكان                                       | الخصم                    | عدد الأهداف | النتيجة               | المناسبة                 |
| -- | -------------- | -------------------------------------------- | ------------------------ | ----------- | --------------------- | ------------------------ |
| 1  | 7 سبتمبر 2002  | ملعب العباسيين، دمشق، سوريا                  | الأردن                   | 2–2         | 3–2                   | غرب آسيا 2002            |
| 2  | 8 أكتوبر 2003  | ملعب بوكيت جليل الوطني، كوالالمبور، ماليزيا  | البحرين                  | 1–0         | 5–1                   | تصفيات كأس آسيا 2004     |
| 3  | 8 أكتوبر 2003  | ملعب بوكيت جليل الوطني، كوالالمبور، ماليزيا  | البحرين                  | 3–0         | 5–1                   | تصفيات كأس آسيا 2004     |
| 4  | 8 أكتوبر 2003  | ملعب بوكيت جليل الوطني، كوالالمبور، ماليزيا  | البحرين                  | 4–0         | 5–1                   | تصفيات كأس آسيا 2004     |
| 5  | 8 أكتوبر 2003  | ملعب بوكيت جليل الوطني، كوالالمبور، ماليزيا  | البحرين                  | 5–1         | 5–1                   | تصفيات كأس آسيا 2004     |
| 6  | 20 أكتوبر 2003 | ملعب البحرين الوطني، المنامة، البحرين        | ماليزيا                  | 2–0         | 5–1                   | تصفيات كأس آسيا 2004     |
| 7  | 20 أكتوبر 2003 | ملعب البحرين الوطني، المنامة، البحرين        | ماليزيا                  | 3–0         | 5–1                   | تصفيات كأس آسيا 2004     |
| 8  | 20 أكتوبر 2003 | ملعب البحرين الوطني، المنامة، البحرين        | ماليزيا                  | 4–1         | 5–1                   | تصفيات كأس آسيا 2004     |
| 9  | 26 يوليو 2004  | ملعب تشنغدو لونغكواني، تشنغدو، الصين         | السعودية                 | 2–1         | 2–1                   | كأس آسيا 2004            |
| 10 | 8 سبتمبر 2004  | ملعب جونغشان، تايبيه، تايوان                 | تايبيه الصينية           | 4–1         | 4–1                   | تصفيات كأس العالم 2006   |
| 11 | 7 أغسطس 2005   | ملعب البحرين، المنامة، البحرين               | البحرين                  | 1–1         | 2–2                   | ودية                     |
| 12 | 5 ديسمبر 2005  | ملعب جاسم بن حمد، الدوحة، قطر                | السعودية                 | 4–0         | 5–1                   | دورة ألعاب غرب آسيا 2005 |
| 13 | 5 ديسمبر 2005  | ملعب جاسم بن حمد، الدوحة، قطر                | السعودية                 | 5–1         | 5–1                   | دورة ألعاب غرب آسيا 2005 |
| 14 | 10 ديسمبر 2005 | ملعب جاسم بن حمد، الدوحة، قطر                | سوريا                    | 2–1         | 2–2 (ب.و.إ.) (6–5 ج.) | دورة ألعاب غرب آسيا 2005 |
| 15 | 15 يوليو 2006  | ملعب العباسيين، دمشق، سوريا                  | سوريا                    | 2–0         | 3–1                   | ودية                     |
| 16 | 15 يوليو 2006  | ملعب العباسيين، دمشق، سوريا                  | سوريا                    | 3–1         | 3–1                   | ودية                     |
| 17 | 21 يوليو 2006  | ملعب الملك عبد الله الثاني، عمان، الأردن     | الأردن                   | 1–2         | 1–2                   | ودية                     |
| 18 | 6 أغسطس 2006   | ملعب الملك عبدالله الثاني، عمان، الأردن      | الأردن                   | 1–0         | 1–0                   | 2006 LG Cup              |
| 19 | 17 أغسطس 2006  | ملعب الملك عبدالله، عمان، الأردن             | فلسطين                   | 1–0         | 3–0                   | تصفيات كأس آسيا 2007     |
| 20 | 17 أغسطس 2006  | ملعب الملك عبدالله، عمان، الأردن             | فلسطين                   | 2–0         | 3–0                   | تصفيات كأس آسيا 2007     |
| 21 | 11 أكتوبر 2006 | استاد خليفة بن زايد، العين، الإمارات         | سنغافورة                 | 1–1         | 4–2                   | تصفيات كأس آسيا 2007     |
| 22 | 11 أكتوبر 2006 | استاد خليفة بن زايد، العين، الإمارات         | سنغافورة                 | 3–2         | 4–2                   | تصفيات كأس آسيا 2007     |
| 23 | 22 يونيو 2007  | ستاد عمان الدولي، عمان، الأردن               | سوريا                    | 1–0         | 3–0                   | غرب آسيا 2007            |
| 24 | 7 يوليو 2007   | ملعب راجامانغالا، بانكوك، تايلاند            | تايلاند                  | 1–1         | 1–1                   | كأس آسيا 2007            |
| 25 | 21 يوليو 2007  | ملعب راجامانغالا، بانكوك، تايلاند            | فيتنام                   | 1–0         | 2–0                   | كأس آسيا 2007            |
| 26 | 21 يوليو 2007  | ملعب راجامانغالا، بانكوك، تايلاند            | فيتنام                   | 2–0         | 2–0                   | كأس آسيا 2007            |
| 27 | 29 يوليو 2007  | ملعب غيلورا بونغ كارنو، جاكرتا، إندونيسيا    | السعودية                 | 1–0         | 1–0                   | كأس آسيا 2007            |
| 28 | 4 يناير 2009   | مجمع السلطان قابوس الرياضي، مسقط، عمان       | البحرين                  | 1–2         | 1–3                   | كأس الخليج العربي 19     |
| 29 | 10 يوليو 2009  | ملعب فرانسو حريري، أربيل، العراق             | فلسطين                   | 2–0         | 3–0                   | ودية                     |
| 30 | 17 نوفمبر 2010 | استاد آل نهيان، أبو ظبي، الإمارات            | الكويت                   | 1–0         | 1–1                   | ودية                     |
| 31 | 28 ديسمبر 2010 | ملعب الأمير محمد بن فهد، الدمام، السعودية    | السعودية                 | 1–0         | 1–0                   | ودية                     |
| 32 | 2 يناير 2011   | ملعب حمد الكبير، الدوحة، قطر                 | الصين                    | 1–1         | 2–3                   | ودية                     |
| 33 | 2 يناير 2011   | ملعب حمد الكبير، الدوحة، قطر                 | الصين                    | 2–1         | 2–3                   | ودية                     |
| 34 | 11 يناير 2011  | ملعب أحمد بن علي، الريان، قطر                | إيران                    | 1–0         | 1–2                   | كأس آسيا 2011            |
| 35 | 6 سبتمبر 2011  | استاد جالان بيسار، كالانغ، سنغافورة          | سنغافورة                 | 2–0         | 2–0                   | تصفيات كأس العالم 2014   |
| 36 | 11 أكتوبر 2011 | ملعب شنجن، شنجن، الصين                       | الصين                    | 1–0         | 1–0                   | تصفيات كأس العالم 2014   |
| 37 | 11 نوفمبر 2011 | ملعب حمد، الدوحة، قطر                        | الصين                    | 1–0         | 1–0                   | تصفيات كأس العالم 2014   |
| 38 | 29 فبراير 2012 | ملعب حمد، الدوحة، قطر                        | سنغافورة                 | 2–0         | 7–1                   | تصفيات كأس العالم 2014   |
| 39 | 29 فبراير 2012 | ملعب حمد، الدوحة، قطر                        | سنغافورة                 | 6–1         | 7–1                   | تصفيات كأس العالم 2014   |
| 40 | 29 فبراير 2012 | ملعب حمد، الدوحة، قطر                        | سنغافورة                 | 7–1         | 7–1                   | تصفيات كأس العالم 2014   |
| 41 | 12 يونيو 2012  | ملعب حمد، الدوحة، قطر                        | عمان                     | 1–1         | 1–1                   | تصفيات كأس العالم 2014   |
| 42 | 30 ديسمبر 2012 | استاد آل نهيان، أبو ظبي، الإمارات            | تونس                     | 1–2         | 1–2                   | ودية                     |
| 43 | 15 يناير 2013  | ملعب البحرين الوطني، الرفاع، البحرين         | البحرين                  | 1–0         | 1–1 (ب.و.إ.) (4–2 ج.) | كأس الخليج العربي 21     |
| 44 | 18 يناير 2013  | ملعب البحرين، رفاع، البحرين                  | الإمارات العربية المتحدة | 1–1         | 1–2                   | كأس الخليج العربي 21     |
| 45 | 6 فبراير 2013  | استاد راشد، دبي، الإمارات                    | إندونيسيا                | 1–0         | 1–0                   | تصفيات كأس آسيا 2015     |
| 46 | 26 فبراير 2013 | ملعب الشعب الدولي، بغداد، العراق             | سوريا                    | 1–0         | 2–1                   | ودية                     |
| 47 | 6 أكتوبر 2013  | ملعب مدينة كميل شمعون الرياضية، بيروت، لبنان | اليمن                    | 3–1         | 3–2                   | ودية                     |
| 48 | 11 نوفمبر 2013 | ملعب الأمير محمد بن فهد، الدمام، السعودية    | السعودية                 | 1–1         | 1–2                   | تصفيات كأس آسيا 2015     |
| 49 | 5 مارس 2014    | استاد الشارقة، الشارقة، الإمارات             | الصين                    | 1–0         | 3–1                   | تصفيات كأس آسيا 2015     |
| 50 | 5 مارس 2014    | استاد الشارقة، الشارقة، الإمارات             | الصين                    | 2–0         | 3–1                   | تصفيات كأس آسيا 2015     |
| 51 | 22 ديسمبر 2014 | ملعب الشارقة، الشارقة، الإمارات              | الكويت                   | 1–1         | 1–1                   | ودية                     |
| 52 | 20 يناير 2015  | ملعب كانبرا، كانبرا، أستراليا                | فلسطين                   | 1–0         | 2–0                   | كأس آسيا 2015            |
| 53 | 23 يناير 2015  | ملعب كانبرا، كانبرا، أستراليا                | إيران                    | 2–1         | 3–3 (ب.و.إ.) (7–6 ج.) | كأس آسيا 2015            |
| 54 | 3 سبتمبر 2015  | ملعب شهيد دستغردي، طهران، إيران              | تايبيه الصينية           | 4–1         | 5–1                   | تصفيات كأس العالم 2018   |
| 55 | 8 سبتمبر 2015  | ملعب راجامانغالا، بانكوك، تايلاند            | تايلاند                  | 2–0         | 2–2                   | تصفيات كأس العالم 2018   |
| 56 | 8 أكتوبر 2015  | ملعب ماي دينه الوطني، هانوي، فيتنام          | فيتنام                   | 1–1         | 1–1                   | تصفيات كأس العالم 2018   |
| 57 | 17 نوفمبر 2015 | الملعب الوطني، كاوهسيونغ، تايوان             | تايبيه الصينية           | 2–0         | 2–0                   | تصفيات كأس العالم 2018   |

## وصلات خارجية
- يونس محمود على موقع الاتحاد الدولي (مؤرشف)  (الإنجليزية)
- يونس محمود على موقع قاعدة بيانات كرة القدم.إي يو (الإنجليزية)
- يونس محمود على موقع ناشيونال فوتبول تيمز (الإنجليزية)
- يونس محمود على موقع Soccerway.com (الإنجليزية)
- يونس محمود على موقع عالم كرة القدم.نت (الإنجليزية)
- يونس محمود على موقع أوليمبيديا (الإنجليزية)